# Isla Farsi
Farsi (en Persa: جزیره فارسی, jazireye Farsi) es una de las islas iraníes del golfo Pérsico, posee una superficie de 0,25 km². Hay una base de la Marina de los Guardianes de la Revolución en esta isla. Toda su extensión está restringida al público civil debido al inicio de  actividades gubernamentales secretas.[cita requerida]
Fue objeto de disputas territoriales entre Irán y Arabia Saudita en 1960, hasta que el 24 de octubre de 1968 ambas partes llegaron a un acuerdo. Arabia reconoció la isla como iraní y a cambio obtuvo reconocimiento de soberanía sobre otra isla, situada un poco más al sur. Durante la guerra entre Irán e Irak, fue utilizada como la base de partida de lanchas rápidas iraníes.[cita requerida]